# Humphrey FitzAlan, XV conte di Arundel
Humphrey FitzAlan (Arundel, 30 gennaio 1429 – 24 aprile 1438) è stato un nobile inglese.

## Biografia
Era figlio di John FitzAlan, XIV conte di Arundel e di Maud Lovell.
Suo padre morì il 12 giugno 1435 lasciandolo a sei anni erede della contea di Arundel. Ebbe anche il titolo di duca di Touraine.
Il bambino morì tre anni dopo e il titolo contale passò allo zio William FitzAlan mentre quello ducale si estinse.